# 小舌菊属
小舌菊属（学名：Microglossa）是菊科下的一个属，为高大或攀援状亚灌木植物。该属共有约10种，分布于热带亚洲和非洲。